# فاطمه سمسارپور
فاطمه سمسارپور، از جان‌باختگان اعتراضات به نتیجه انتخابات دهم ریاست‌جمهوری ایران بود که با اصابت گلوله در ۳۰ خرداد ۱۳۸۸ کشته شد.
نام او جزء ۳۳ نفری بود که سایت پرچم، نزدیک به مشاور احمدی‌نژاد، اسامی آنها را اعلام کرد. این سایت نوشت: «لیست اسامی و مشخصات دقیق تمامی کشته‌شدگان در ادامه منتشر می‌شود تا بدین وسیله راه بر هر نوع کشته جدید بسته شود.» به نوشته این سایت از ۳۶ کشته شده در حوادث اخیر در یک تقسیم‌بندی فکری از کشته شدگان و خانواده آنها باید گفت که بیش از ۷۰ درصد کشته شدگان و خانواده‌شان از موافقان نظام و نیروهای بسیج یا مردم عادی و رهگذر بوده و علاوه بر سه مجهول الهویه بقیه در هنگام تهاجم و اغتشاش آفرینی کشته شده‌اند.
نام او در میان نام‌های لیست سایت‌های اصلاح‌طلب وجود نداشت. با گزارش‌های مردمی اطلاعات بیشتری از این کشته بدست آمد.
فاطمه سمسارپور به همراه فرزندش کاوه میراسدالهی با گلوله‌ به شدت زخمی شد. فاطمه که با پسر خردسالش و در نزدیکی خانهٔ خود ایستاده بود به گفتهٔ همسایه‌ها برای کسب اطلاع از وضعیت خیابان‌های اطراف و کمک به مردمی که در آن حوالی بودند به کوچه آمده و به هنگام تیراندازی خود را سپر فرزند کوچکش کرده بود.
منزل او در کوچهٔ سینا واقع در خیابان خوش شمالی قرار داشت که چند متر با خیابان آزادی فاصله دارد. در ورودی این کوچه نیز ساختمانی متعلق به نیروی انتظامی قرار دارد. گفته می‌شود که در روز خونین سی ام خرداد از این ساختمان وابسته به نیروی انتظامی برای سازماندهی استفاده شده و مرکزی برای تجمع و هدایت آنها بوده‌است. فاطمه که به همراه پسرش به شدت زخمی شده بود، توسط مردم به بیمارستان انتقال یافت اما پزشکان تنها موفق شدند فرزند او کاوه را نجات دهند و فاطمه کشته شد. پیکر فاطمه (فرزند محمد اسماعیل) با پیگیریهای بسیار به خانواده او تحویل شد اما اجازهٔ برگزاری مراسم در تهران داده نشد و خانواده به ناچار در یکی از شهرستان‌های شمالی( بابل ) مراسمی کوچک برگزار کرده و او را به خاک سپردند.
گفته می‌شود چندی بعد از طرف نهادهای امنیتی گروهی به خانهٔ او مراجعه کرده و توصیه می‌کنند که علیه کاندیداهای معترض انتخابات شکایت کنند، اما خانوادهٔ او حاضر به این کار نشده‌اند. این رویه در مورد اکثر خانواده کشته شدگان صورت گرفته‌است و در حالی که اجازه هیچ گونه خبررسانی و اعتراض و برگزاری مراسم از داغ‌دیدگان سلب شد؛ آنها را تحت فشار قرار دادند که از موسوی و کروبی شکایت کنند.
همچنین برادر کوچکتر کاوه میر اسداللهی یعنی کوشا میراسداللهی در هنگام حادثه در خانه حضور داشت.